# Nowe Sierosławice
Nowe Sierosławice – wieś w Polsce położona w województwie świętokrzyskim, w powiecie koneckim, w gminie Końskie.
Wieś wchodzi w skład sołectwa Sierosławice.
W latach 1975–1998 miejscowość administracyjnie należała do województwa kieleckiego.
Wierni kościoła rzymskokatolickiego należą do parafii Zwiastowania Najświętszej Maryi Panny w Nowym Kazanowie.